# Sis cançons populars catalanes
Sis cançons populars catalanes per a orquestra i veu de Robert Gerhard és un recull de sis cançons que va orquestrar l'any 1931 de les Catorze Cançons Populars Catalanes per a veu i piano.

## Història

### Antecedents

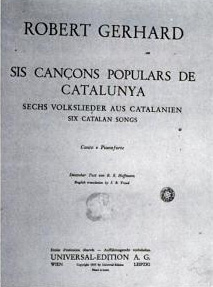
Coberta de la partitura "Sis cançons populars catalanes" Editada per Universal-Edition 1935

El 22 de desembre de 1929 s'estrenen, al Palau de la Música Catalana, 8 de les Catorze Cançons populars Catalanes per a veu i piano de Robert Gerhard. En aquesta ocasió es va comptar amb el gran pianista català Alexandre Vilalta (1905-1984) i amb la meravellosa veu de la gran soprano catalana Concepció Badia (1887-1975) a qui les cançons havien estat dedicades.

### Composició
Varen passar dos anys fins que el compositor es va decidir a orquestrar sis de les catorze cançons catalanes. D'aquestes sis cançons cinc d'elles ja s'havien representat a l'estrena de l'any 1929.
El Diumenge dia 1 de novembre de 1931, en plena festivitat de tots Sants, es va dur a terme l'estrena de les Sis Cançons Populars Catalanes de Robert Gerhard per a Veu i Orquestra. L'esdeveniment es dugué a terme en el Sisè Concert de Tardor del Palau de la Música Catalana amb l'orquestra Pau Casals, la veu de la soprano Concepció Badia d'Agustí i el propi Robert Gerhard sota la direcció musical.
A continuació es presenten dos retalls de premsa del dia de l'estrena:
| « | “Aquest concert, que clogué la brillant sèrie d'enguany, tingué lloc el diumenge primer de novembre, diada de Tots-Sants, davant d'un auditori nombrós que emplenà del tot la gran sala d'audicions del Palau de la Música Catalana[...]La nota aguda del darrer programa que ens oferí el mestre Pau Casals foren sens dubte les “Sis cançons populars catalanes” per a soprano i orquestra que s'estrenaren en aquest concert, dirigides pel seu propi autor el mestre Robert Gerhard. Algunes d'aquestes cançons ja havien estat donades en la seva forma original per a piano i cant. Sembla que aquest nostre compositor avantguardista no ha volgut harmonitzar aquestes cançons, sinó que ha pretès a base d'elles, i potser més a base de llur text que de llur melodia, bastir un focus orquestral que fos com un lliure comentari a l'ambient i al sentit general de la cançó. A nosaltres ens hauria agradat niés que per a fer això, a base d'atonalisme, hagués prescindit de la melodia popular, que tanmateix té les seves exigències tonals indiscutibles i quan aquestes no són degudament respectades, la cançó inevitablement es deforma, perd la gràcia i àdhuc sembla desaparèixer. Hi ha amalgames que no són d'un bon gust massa depurat ni revelen un instint musical massa segur. En el treball aquest d'en Gerhard hi ha algunes coses certament interessants 1 ens aparegueren especialment reeixides les dues cançons “La mort i la donzella” i “Els ballaires dins un sac”. Les altres no ens semblaren tan encertades i en molts moments notarem que l'orquestra sonava pobra i seca. És possible que així fos volgut i que nosaltres no arribéssim a copsar bé la intenció probablement transcendent de l'autor. El públic aplaudí sobretot la cançó “Enemic de les dones”, pel seu ritme característic i per la seva lletra xiroia. Cantà aquestes cançons, ben delicades de cantar amb l'acompanyament orquestral que les embolcalla la nostra excel·lent cantatriu Concepció Badia d'Agustí, i ja no cal dir, tractant-se de tan exquisida artista, que fou una interpretadora ideal i que les digué amb una dicció impecable i amb un art insuperable.”[1] | » |

| « | "[…] a les Sis cançons populars catalanes, per a soprano i orquestra estrenades despús-ahir, a la tarda per la Orquestra Pau Casals” [...] “En dites cançons – “La Calandria”, “El petit vailet”. “El cotilló”, “La mort i la donzella”, “L'enemic de les dones” i “Els ballarins dins del sac”- la veu, que sosté d'una manera destacada i sense reconeixements la melodia, es recolza en una orquestra clara, tractada amb talent i bon gust, i que col·loca a l'oient en una atmosfera sonora que és requerida per l'esperit de la poesia.” “Molt aplaudides totes les cançons, l'anomenada “L'enemic de les dones” aconseguí els honors de la repetició, honors que amb més justícia, al nostre saber, van haver d'atorgar-se a “La mort i la donzella”, per exemple.”[...][1] | » |

El 16 de juny de 1932 es representen per primera vegada les Sis cançons Populars fora del territori espanyol. En aquest cas va ser al festival SIMC al Konzerthaus de Viena amb Concepció Badia d'Agustí a la veu i la simfònica de Viena sota la direcció d'Anton Webern (1883-1845).

### Interpretacions
A part de les dues interpretacions que hem anomenat abans, es coneixen altres interpretacions de les Sis cançons fora del territori espanyol: A Anglaterra (l'any 1933) i als Països Baixos (l'any 1936) a la Societeit vor Culturele Samenwerking amb la veu de Ré Koster acompanyada per Paul Frenkel al piano.
Segons les fonts que tenim, l'única interpretació de les cançons per l'OBC (en aquell moment l'Orquestra Pau Casals) ha estat el dia de l'estrena.

### Les sis Cançons Populars

#### La calàndria
La calàndria és una cançó típica de collir dels safraners de la Baixa Segarra i de la contrada d'Igualada. L'escena passa a primeres hores del dia: és una mena de cant nostàlgic de dos enamorats.
| Text |
| --- |
| 1. No et recordes amor meu d'aquella matinada, Que ens estàvem conversant a la soca d'un arbre A la sombra d'un xiprer Parlàvem del nostre bé, Que de l'amor parlàvem Ai trist de mi, quina enyorança!        |
| 2. De la lluna la claror Ta cara il·luminava. Mentre estàvem conversant Va passâ una calàndria. La calàndria va cantant I per tot va declarant Que el dia ja arribava. Ai trist de mi, l'han castigada!       |
| 3. Quan sa mare ho va saber ja la n'ha renyadeta, ja l'ha tancadeta amb clau a dins d'una cambreta, que no’n veu sol ni claror jo tampoc la resplendor veig de la seva cara. Ai trist de mi, quina enyorança! |

#### La mort i la donzella
En aquesta cançó hi ha un gran contrast entre les tessitures greus (corda i piano) i agudes (vent i tres violins solistes) que representen l'aparició de la mort i el rebuig subseqüent.
| Text |
| --- |
| 1. Desperteu-vos el meu pare, Desperteu-vos si dormiu; Que jo veig una tal cara, Que és una figura rara Que n'apar un encantament.   |
| 2. Donzellet, sóc la mort, Si mai l'heu vista pintada. Fuig-me d'aquí cuca fera, Que jo ‘n porto la bandera De les nines principals. |

#### El petit vailet
El patit vailet era un ball de dones que ballaven al voltant d'un minyó que guiava una arada tirada per bous. El vailet era l'única figura masculina que intervenia al cerimonial. Gerhard fa una versió a on la reiterada presència rítmica del peu dàctil ens fa pensar amb la sardana. A part d'aquesta característica rítmica de la dansa, apareix una petita introducció que toca el flautí qui ens recorda l'introit que toca el flabiol i el tamborí abans de començar la sardana.
| Text |
| --- |
| 1. El petit vailet de matinada Se’n va ‘gafa la relleta per anar a llaurar. Lairum, laireta, Lairum, lairum, lairà. |
| 2. La petita jove li duu l'esmorzar, Un tupí de sopes i un crostó de pa. Lairum, laireta, Lairum, lairum, lairà.    |
| 3. Al mig de la vila una font hi ha El que hi vulgui beure s'ha d'agenollar Lairum, laireta, Lairum, lairum, lairà. |
| 4. Jugarem a córrer qui més correrà Tu per la costeta, jo pel camí plà. Lairum, laireta, Lairum, lairum, lairà.     |

#### El Cotiló
Aquesta cançó podria ser una al·legoria a l'exili, ja que el text fa referència a la presó i al rebuig del pobre protagonista, en aquest cas anomenat Cotilló. La melodia està construïda en mode eòlic i amb una melodia canònica. Apareixen cromatismes resultants per l'alteració del sisè grau i que és molt característic en el compositor que també utilitza a: Albada, Interludi i dansa, Pedrelliana i al punt culminant de la Quarta simfonia.
| Text |
| --- |
| Si'n sóc fill de Montagut d'on tinc el sant Baptisme, on tinc el meu pare estimat, la mare que m'ha criat tots els dies de ma vida. Si me'n sóc anat a Olot sols per aprendre d'ofici. Al carrer de Sant Bernat si me'n sóc acomodat amb una tal Margarida. Sempre m'estava dient la pobra de Margarida «Posa-te'n a treballar aquest món deixa'l estar»! Per mi remei no hi havia. Quan jo corria pel món tothom Cotiló'm cridava; més ara que sóc en presó tothom em crida traïdor per fer-me'n més grossa causa. |

#### Enemic de les dones
Enemic de les dones pertany al gènere de les corrandes. El text ens narra que un jove li conta a sa mare que havia pensat en casar-se però que ja no ho farà perquè segons ell, totes les dones estan plenes de verí.
| Text |
| --- |
| 1. De casar-me, mare, ho havia pensat. Més discorro ara treure-m'ho del cap. Car totes les dones són plenes de verí. Val més que no'm casi, m'estiga fadrí. Val més que no'm casi, m'estiga tot sol, a l'estiu a l'ombra a l'hivern al sol.     |
| 2. No casant-me, mare, ho tinc arreglat. Sempre para la taula i cap mal decap. Fora, doncs, les dones i visca el bon vi. Val més que no'm casi, m'estiga fadrí. Val més que no'm casi, m'estiga tot sol, a l'estiu a l'ombra a l'hivern al sol. |

#### Els Ballaires dins un sac
Els Ballaires dins un sac normalment es ballava per l'Anoia i pel Panadès. El text parla de la costum de sortir a ballar a la plaça ficat dins un sac normalment lligat al cap. En un moment de la gresca es desfeia el lligam que sostenia el sac i el ballaires quedaven nus enmig de la plaça. En aquest joc no només hi participava la gent del poble, també hi participaven les autoritats.
| Text |
| --- |
| 1. Si n'hi havien tres o quatre que ballaven dins un sac, l'un n'era el senyor batlle l'altre el regidor en cap. Jo que no ballo ni trumfo amb dones, jo que no ballo ni trumfo amb cap. |
| 2. També hi havia el vicari que'n ballava més que cap. Ja n'ha vingut el dimoni i se n'ha emportat el sac. Jo que no ballo ni trumfo amb dones, jo que no ballo ni trumfo amb cap.       |

## Enllaços d'audio
Enrellistrament de les "Sis cançons populars catalanes" (youtube)